# آلن رنوآر
آلن رنوآر (فرانسوی: Alain Renoir‎؛ ‏ ۳۱ اکتبر ۱۹۲۱ – ۱۲ دسامبر ۲۰۰۸) نویسنده و استاد ادبیات اهل فرانسه و فرزند ژان رنوآر و کترین اسلینگ و نوهٔ نقاش نامدار فرانسوی پیر اگوست رنوآر بود.
او در فیلم‌های حیوان آدم‌نما و قاعده بازی دستیار فیلم‌بردار بود.
از فیلم‌هایی که وی در آن نقش داشته‌است، می‌توان به بازی در فیلم گردشی بیرون شهر اشاره کرد.